# Нешвилски звук
Нешвилски звук (енгл. Nashville sound), је правац у кантри музици који карактерише удаљавање од традиционалног кантрија, и приближавање поп, блуз и соул звуку. Настао је током 1950-их и 1960-их и означио почетак комерцијалне фазе кантри музике. Песме овог поджанра кантри музике карактеришу емотивне баладе, али лишене традиционалних тема о алкохолизму и превари. Уместо тога, звук је далеко софистициранији, а и сам стил музичара је био другачији-уместо каубојских шешира и чизми са високом потпетицом, певачи су носили одела и кравате. 
Представници овог жанра су Петси Клајн, Чет Аткинс, Овен Бредли и Џим Ривс. У вокалној изведби је приметно коришћење пратећих, нежних вокала који су додавали на мекоћи звука и приближавању овог жанра другим музичким жанровима. Био је популаран до 1970-их, када се појављује Бајкерсфилдски звук, који је представљао Бак Овенс, а који је био својеврстан повратак тврђем звуку традиционалног кантрија и први од поджанрова кантри музике који је био под утицајем рокенрола.